# Zoe Atkin
Pour les articles homonymes, voir Atkin.
Zoe Atkin, née le 16 janvier 2003 à Newton aux États-Unis, est une skieuse acrobatique américano-britannique spécialisée dans le half-pipe.

## Biographie
Zoe Atkin est née à Newton dans le Massachusetts, d'un père britannique et d'une mère malaisienne et est la soeur cadette de Isabel Atkin, elle aussi skieuse acrobatique. Elles décident, poussées par leur père, de représenter le Royaume Uni.
En 2022, Atkin intègre l'université Stanford.

## Carrière
En 2017, elle fait ses débuts internationaux en Nouvelle-Zélande et se classe deuxième d'une compétition du circuit continental.
En décembre 2018, Atkin dispute sa première manche dans la Coupe du monde à Copper Mountain et s'y classe quatorzième. Elle se révèle un an plus tard au même lieu, où elle remporte le concours de half-pipe au même pour décrocher sa première victoire dans l'élite.
En mars 2021, elle remporte la médaille de bronze sur le half-pipe des Championnats du monde à Aspen avec un score de 90,5 points, derrière Gu Ailing Eileen et Rachael Karker. Une semaine plus tard, au même lieu, pour la seule manche de Coupe du monde de half-pipe de l'hiver, perturbé par la pandémie de covid-19, elle se classe deuxième derrière Karker.
Zoe Atkin participe aux Jeux olympiques en 2022 où elle accède à la finale du halfpipe, seule discipline où elle participe. Elle finit à la quatrième place de la finale.
En février 2023, elle remporte une médaille d'argent à Bakouriani en Géorgie au Championnat du monde puis une médaille d'or lors de la vingt-deuxième édition des X-Games à Aspen, une première dans cette compétition pour Atkin.

## Palmarès

### Championnats du monde
| Épreuve / Édition       | Half-pipe |
| Mondiaux 2019 Park City | 13e       |
| Mondiaux 2021 Aspen     | Bronze    |
| Mondiaux 2023 Bakuriani | Argent    |
| Mondiaux 2025 Engadine  | Or        |

### Coupe du monde
- Meilleur classement général : 21e en 2023.
- 1 petit globe de cristal :
  - Vainqueur du classement half-pipe en 2025.
- 10 podiums, dont 2 victoires.

| Saison / Épreuve | Half-pipe                                | Classement | Total |
| ---------------- | ---------------------------------------- | ---------- | ----- |
| 2019 - 2020      | Copper Mountain                          | 1          | 1     |
| 2020 - 2021      | Aspen                                    | 2          | 1     |
| 2022 - 2023      | Mammoth Mountain                         | 2          | 1     |
| 2023 - 2024      | Copper Mountain Mammoth Mountain Calgary | 3 3 3 2    | 4     |
| 2024 - 2025      | Copper Mountain Aspen Calgary            | 2 1 2      | 3     |

### X Games
| Epreuve / Edition | Superpipe |
| ----------------- | --------- |
| Aspen 2024        | Argent    |
| Aspen 2023        | Or        |